# Kurt Bryner
Kurt Alfred Bryner (ur. 9 października 1916, zm. w lutym 1984) – szwajcarski żeglarz, dwukrotny olimpijczyk.
Dwukrotnie z bratem Hansem wystąpił na igrzyskach olimpijskich. W regatach rozegranych podczas Letnich Igrzysk Olimpijskich 1948 wystąpili na jachcie Ali-Baba II w klasie Star zajmując 15. pozycję. Cztery lata później ponownie w klasie Star zajęli zaś 9. lokatę na jachcie Ali-Baba IV.